# Championnats d'Europe de BMX 2021
Navigation
Édition précédente Édition suivante
Les championnats d'Europe de BMX 2021 ont lieu du 9 au 11 juillet 2021 à Zolder en Belgique. 
Pour la première fois, les championnats décernent des titres pour la catégorie des « espoirs » (moins de 23 ans). C'est également la première fois que sont organisés des championnats d'Europe de contre-la-montre par équipes. Les deux titres par équipes sont remportés par la France.
En élite, la compétition est remportée par le Français Arthur Pilard et la Suissesse Zoé Claessens.

## Podiums
| Épreuves                     | Or                                                | Argent                                                  | Bronze                                                       |
| ---------------------------- | ------------------------------------------------- | ------------------------------------------------------- | ------------------------------------------------------------ |
| Épreuves masculines          |                                                   |                                                         |                                                              |
| Élites                       | Arthur Pilard (FRA)                               | Mitchel Schotman (NED)                                  | Eddy Clerté (FRA)                                            |
| Moins de 23 ans              | Cédric Butti (SUI)                                | Stefan Heil (GER)                                       | Nathanaël Dieuaide (FRA)                                     |
| Juniors                      | Tim Goossens (NED)                                | Matteo Tugnolo (ITA)                                    | Jools Melis (BEL)                                            |
| Contre-la-montre par équipes | France Léo Garoyan Dylan Gobert Arthur Pilard     | Belgique Thibaut Stoffels Wannes Magdelijns Jools Melis | Russie Aleksandr Katyshev Evgeny Kleshchenko Boris Ponomarev |
| Épreuves féminines           |                                                   |                                                         |                                                              |
| Élites                       | Zoé Claessens (SUI)                               | Manon Valentino (FRA)                                   | Tessa Martinez (FRA)                                         |
| Moins de 23 ans              | Nadine Aeberhard (SUI)                            | Indy Scheepers (NED)                                    | Eliska Bartunkova (CZE)                                      |
| Juniors                      | Mariane Beltrando (FRA)                           | Thalya Burford (SUI)                                    | Marie Favrel (FRA)                                           |
| Contre-la-montre par équipes | France Léa Brindjonc Tessa Martinez Camille Maire | Belgique Elke Vanhoof Aiko Gommers Robyn Gommers        | Espagne Griselda Artigas Adriana Domínguez Mariona Calvis    |

## Tableau des médailles
| Rang  | Nation    | Or | Argent | Bronze | Total |
| ----- | --------- | -- | ------ | ------ | ----- |
| 1     | France    | 4  | 1      | 4      | 9     |
| 2     | Suisse    | 3  | 1      | 0      | 4     |
| 3     | Pays-Bas  | 1  | 2      | 0      | 3     |
| 4     | Belgique  | 0  | 2      | 1      | 3     |
| 5     | Allemagne | 0  | 1      | 0      | 1     |
| 5     | Italie    | 0  | 1      | 0      | 1     |
| 7     | Espagne   | 0  | 0      | 1      | 1     |
| 7     | Russie    | 0  | 0      | 1      | 1     |
| 7     | Tchéquie  | 0  | 0      | 1      | 1     |
| Total | Total     | 8  | 8      | 8      | 24    |